# Держпром (станція метро)
«Держпро́м» — 25-та станція Харківського метрополітену. Розташована на Олексіївській лінії між станціями «Наукова» і «Архітектора Бекетова». Відкрита 6 травня 1995 року.

## Технічна характеристика
Пілонна трипрогінна станція з острівною прямою платформою (глибина закладення — 20 м).
Станція виконана із збірного залізобетону кругового обрису з трьома тунелями (середній — діаметром 9,55 метра, бічні — діаметром 8,5 метра).

## Оздоблення
Свою назву станція отримала через розташування поряд з одною з найкращих пам'яток архітектури першої половини XX сторіччя — Будинком державної промисловості, або Держпромом, що давно став своєрідною емблемою Харкова. Сувора зовнішність Держпрому відбилася і на оформленні станції: головне в її архітектурно-художньому рішенні — монументальність, простота і виразність, відсутність в інтер'єрі химерних форм і прикрас, чіткість ліній, раціональність планування.
Оздоблення станції сіро-біле з синьо-блакитними металоелементами. На платформенній ділянці — парасолька з азбестоцементних елементів, заштукатурених по металевій сітці. Стіни станції оздоблено бетонними плитами, підлога — полірованим гранітом.

## Пересадки та вихід в місто
Станція є частиною пересадочного вузла між Салтівською і Олексіївською лініями. Зі східного торця станції є перехід на станцію «Університет». Із західного торця станції до касового зала вестибюля похилим ходом прямує чотиристрічковий одномаршевий ескалатор. Станція «Держпром» безпосередньо має всього один вихід на поверхню — на площу "Свободи, до тролейбусно-автобусній зупинці біля будівлі Харківського військового університету.

## Інциденти
Вранці 27 лютого 2019 року одному з пасажирів під руху поїзда стало зле і його вивели на станцію та викликали медиків, але ті врятувати його життя не змогли.

## Галерея

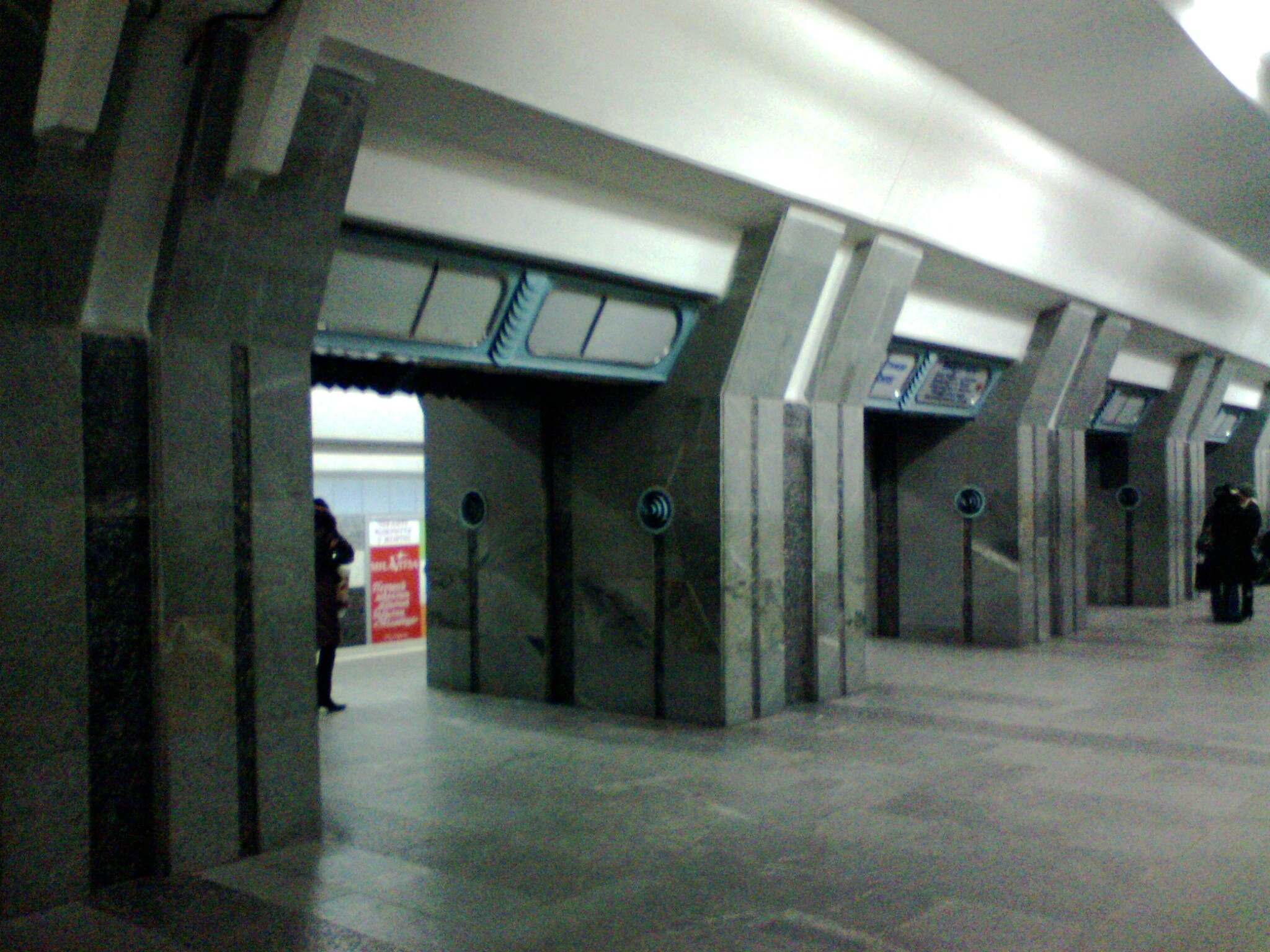
Люстра вид на станцію метро "Держпром". 4 грудня 2007
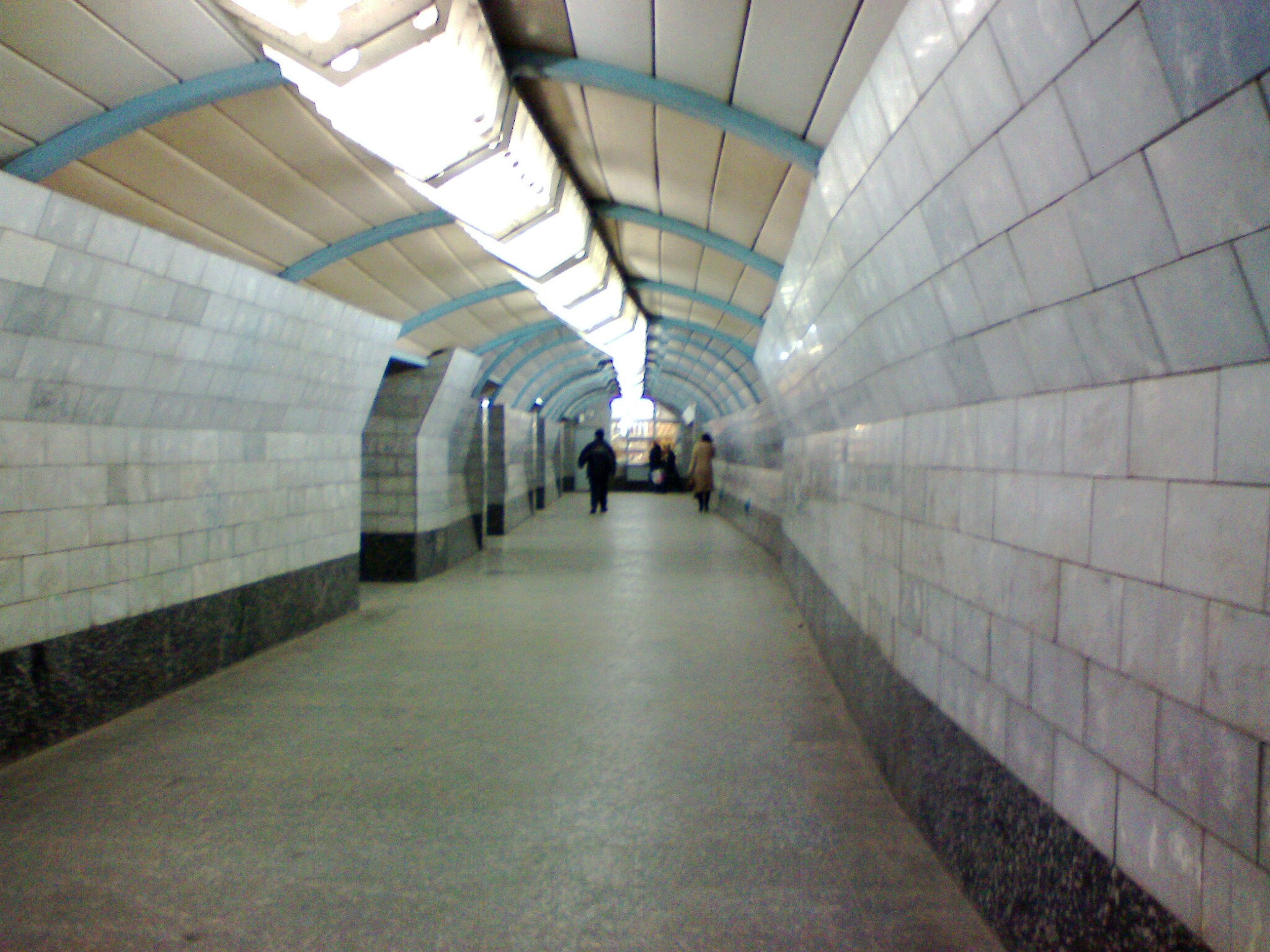
Перехід зі станції Держпром на станцію Університет Салтівської лінії.
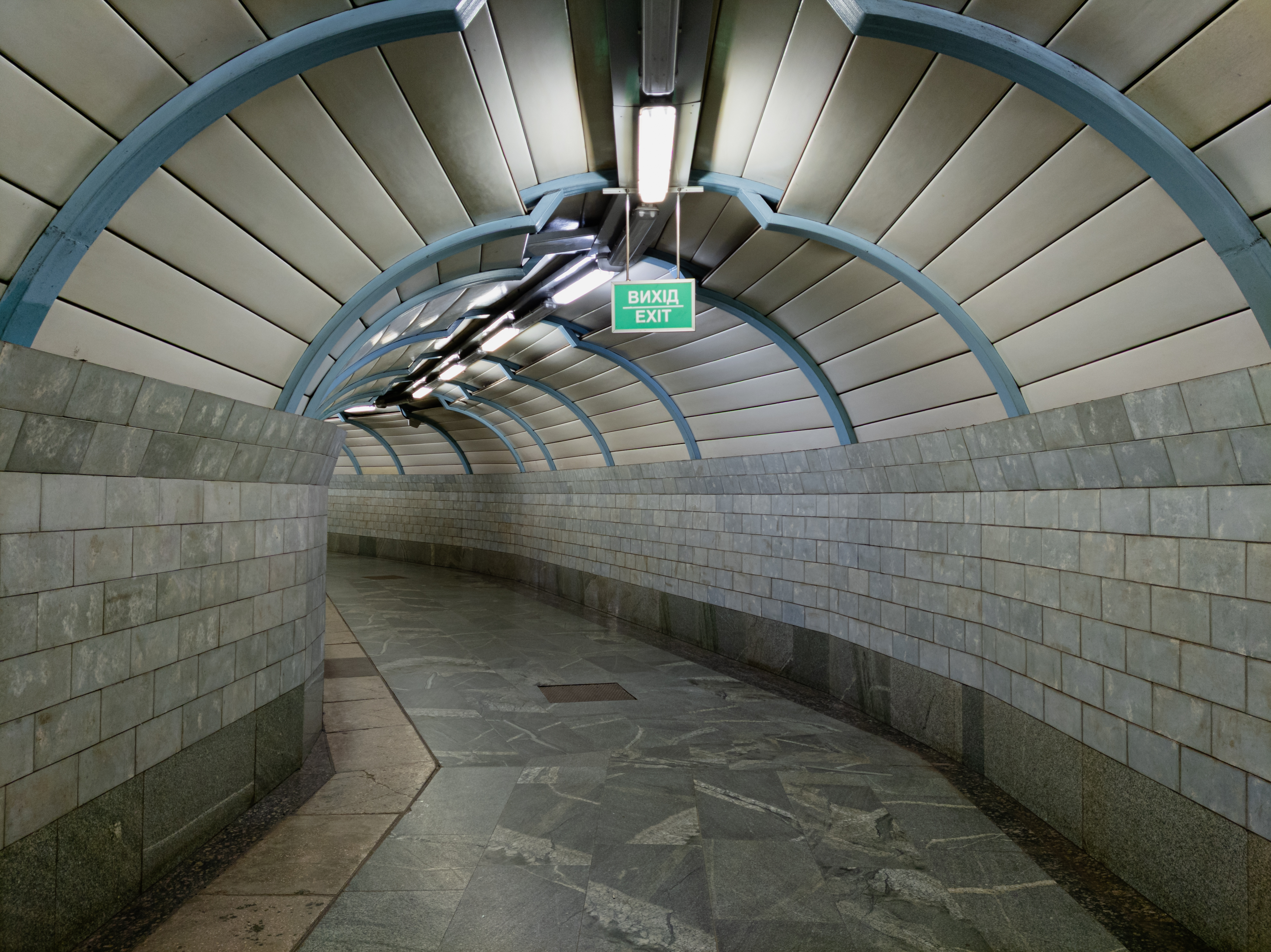
Перехід зі станції Держпром на станцію Університет Салівської лінії
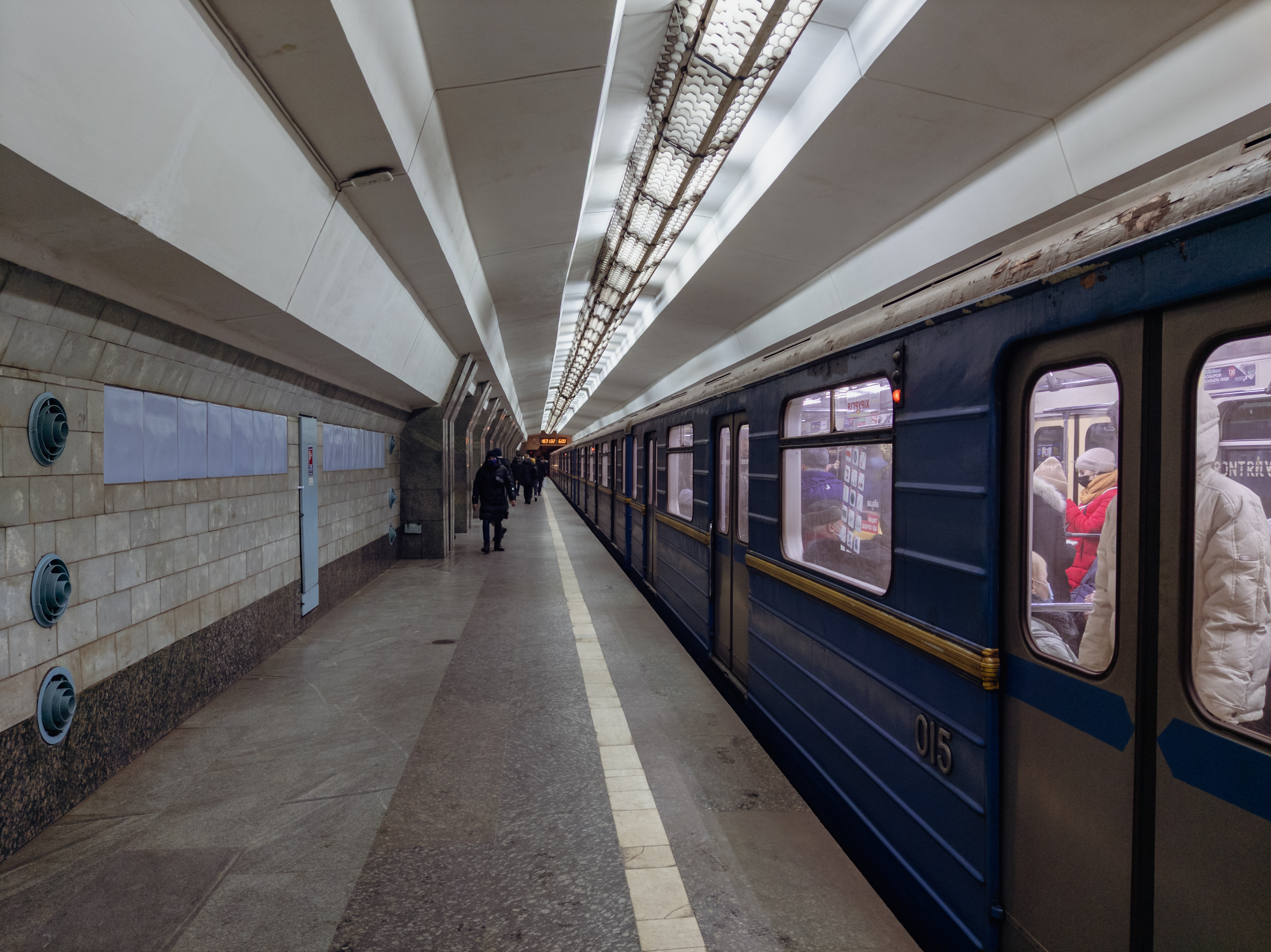
Потяг на станції
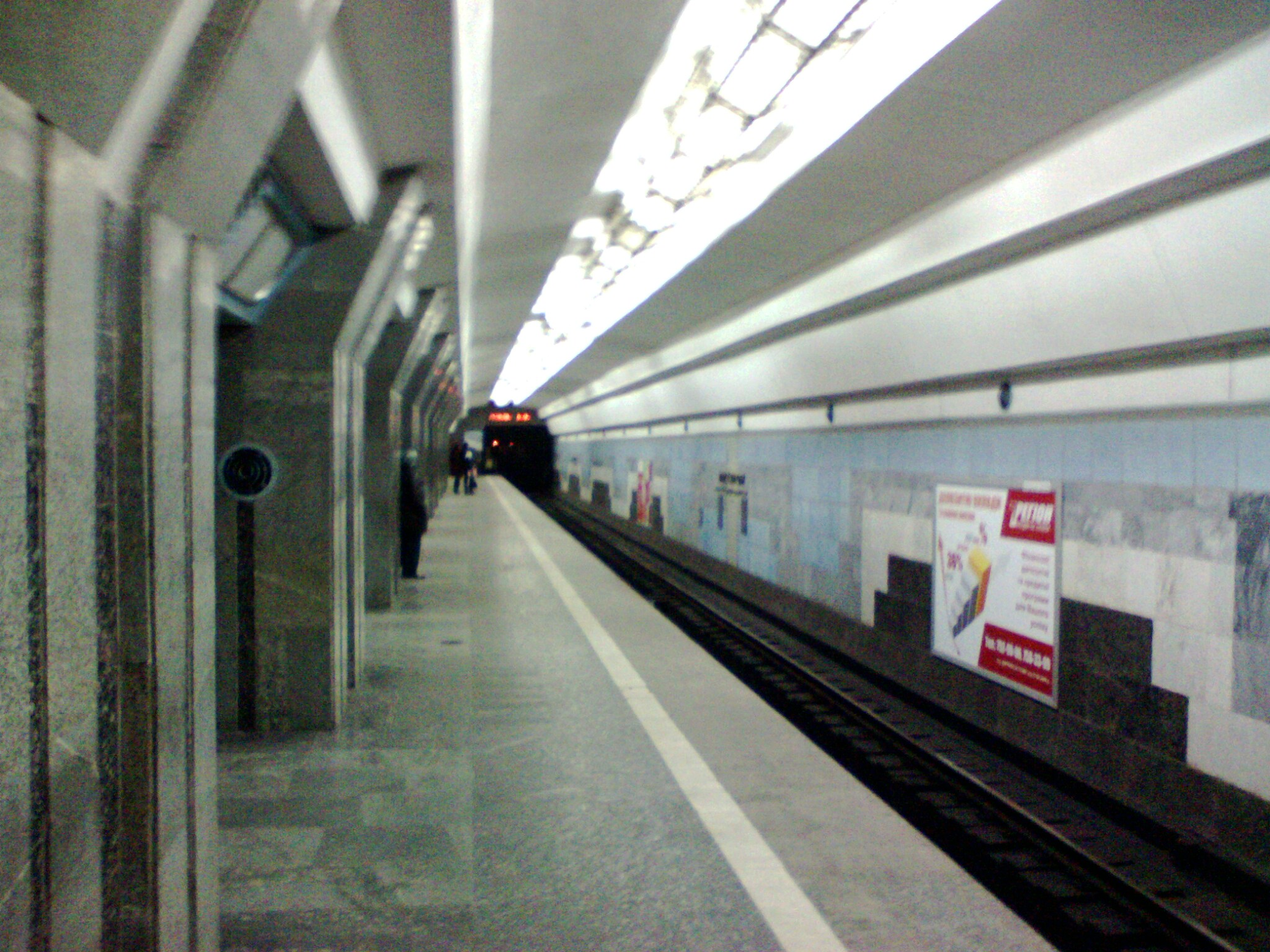
Посадкова платформа